# Clinocera tripunctata
Clinocera tripunctata är en tvåvingeart som beskrevs av Smith 1969. Clinocera tripunctata ingår i släktet Clinocera och familjen dansflugor. Inga underarter finns listade i Catalogue of Life.